# Putovnice država članica Europske unije
Europska unija ne izdaje putovnice, ali putovnice 27 država članica, za državljane Europske unije, imaju zajednički dizajn. On uključuje uporabu riječi EUROPSKA UNIJA kao i zajedničke sigurnosne značajke i biometriju.
Tamnocrvena boja korica nije obavezna, ali je preporučljiva. Sve države članice, osim Hrvatske, slijede ovu preporuku.

## Zajedničke značajke
Od 1980-ih putovnice članica imaju sljedeće zajedničke značajke.
- veličina papira B7 (ISO / IEC 7810 ID-3, 88 mm × 125 mm)
- 32 stranice (putovnica s više stranica može se izdati onima koji često putuju)
- boja omota: tamnocrvena

Na omotu su...
- riječi EUROPSKA UNIJA (na jednom ili više službenih jezika Europske unije)
- naziv države
- grb države
- riječ PUTOVNICA
- simbol biometrijske putovnice

Na prvoj stranici su...
- riječi EUROPSKA UNIJA
- naziv države
- riječ PUTOVNICA
- serijski broj (može se ponoviti na drugim stranicama)

Na identifikacijskoj stranici su fotografija, prezime, ime, pripadnost narodu, nadnevak rođenja, spol, mjesto rođenja, nadnevak izdavanja, nadnevak prestanka vrijeđenja, punomoć i potpis nositelja. Na idućoj stranici su prebivalište, visina, boja očiju, produženje putovnice i ime po rođenju (ako je tijekom života promijenjeno vjenčanjem ili svojevoljno). Na idućoj stranici su podaci o supružniku i djeci nositelja, te njihove fotografije. Na sljedećoj stranici su punomoći od strane vlasti koje izdaju putovnicu, pa onda na sljedećoj indeks koji prevodi polja brojeva na službene jezike EU-e. Ostale stranice rezervirane su za pečate. Na zadnjoj stranici omota su dodatne informacije ili preporuke koje je država izdala na svom službenom jeziku.